# Адлер, Янкель
Янкель Якуб Адлер (пол. Jankiel Adler; 26 июля 1895, Тушин, Царство Польское, Российская империя — 25 апреля 1949, Альдборн, графство Уилтшир, Англия) — польско-немецко-еврейский художник, график и дизайнер, поэт.

## Биография
Родился в еврейской семье, выходцев из Белоруссии. В 1912 году начал учиться искусству гравёра у своего дяди в Белграде. В том же году начал работать гравёром в почтовом управлении в Белграде.
В 1914 году переехал в Германию, где некоторое время жил в Бармене и учился в «Школе прикладных искусств» под руководством профессора Г. Витюхтера.
В 1918—1919 годах жил в Лодзи, где стал одним из основателей и ведущих живописцев авангардной группы художников «Молодой идиш» (Jung Idysz). В 1918 году в Лодзи состоялась первая выставка его работ, организованная «Ассоциацией художников и поклонников изящных искусств», членом которой он был. Здесь же в Лодзи он начал публиковать свои стихи.
В 1919 году Адлер представил свои работы в Польском художественном клубе в отеле «Polonia» в Варшаве.
До 1920 г. — жил в Варшаве. В 1920 году отправился в Берлин, где попал в круг художников, объединившихся вокруг «Die Aktion». В 1921 году вернулся в Бармен и стал членом группы художников Die Wupper .
С 1922 года жил и творил вместе с М. Эрнстом и Г. Кампендонком в Дюссельдорфе. Был членом Рейнского модерна.
В 1931—1933 гг. преподавал в Дюссельдорфской академии художеств и дружил с П. Клее.
В 1935 году у него состоялась выставка работ, затем последовали экспозиции в Италии, Чехословакии и СССР. В 1937 году Я. Адлер стал одним из художников, чьи работы были выставлены в Мюнхен на выставке «Дегенеративного искусства». В том же году состоялась его встреча с Пикассо. С тех пор стиль рисования Я. Адлер стал более монументальным и насыщенным цветом.
В 1940 году вступил волонтёром в польскую армию во Франции, в её составе был эвакуирован в Шотландию, позже демобилизован по болезни.
С 1943 года до своей смерти жил в Альдборне под Лондоном. Умер в результате сердечного приступа, когда узнал, что вся его семья, включая 10 братьев и сестёр, погибли в Холокосте.

## Творчество
Работал в Варшаве, Берлине, Дюссельдорфе, Париже и Лондоне.
Я. Адлер был частью еврейского культурного движения в Польше, еврейской теме посвящено множество его работ.
С 1917 года создал ряд картин в духе экспрессионизма, писал композиции с экстатическим выражением и мистическим смыслом.
Драматической ностальгией, пессимистическим фатализмом, предощущением катастрофы проникнуты его довоенные картины на темы еврейского фольклора, библейскими и талмудическими сюжетами. Интерпретировал притчи о христианской иконографии, как символическое выражение возрождения еврейской традиции.
Со временем отошёл от экспрессионизма. Под влиянием кубизма и конструктивизма создал стилизованные фигурные композиции, не отказываясь от повествовательных мотивов; в сфере идеологического направления стремился синтезировать личные переживания, национальную идентичность и религиозно-этнические ценности . Согласно эстетике раннего кубизма, выражал тему одновременно с нескольких точек зрения; в натюрмортах — наклеивал клочки обоев с различными узорами и газетными вырезками; иммитировал текстуру дерева, вводил буквы и цифры в поле композиции, а также еврейскую каллиграфию.